# 고슴도치속
고슴도치속(학명Erinaceus)은 고슴도치목 고슴도치과에 속하는 유럽 고슴도치 속의 하나이다. 4종을 포함하고 있다. 분포 지역은 전 유럽과 중동, 러시아 일부, 한반도, 그리고 중국 북부 지역이다. 뉴질랜드에 사는 종은 도입종이다.

## 하위 종
- 고슴도치 (Erinaceus amurensis)
- 남방흰가슴고슴도치 또는 동유럽고슴도치 (Erinaceus concolor)
- 유럽고슴도치 또는 서유럽고슴도치 (Erinaceus europaeus)
- 북방흰가슴고슴도치 (Erinaceus roumanicus)